# Batallas de Colorno
Las batallas de Colorno, en su momento también conocidas como la batalla de Colorno, el ataque a Colorno o incluso el hecho de armas de Colorno, fueron una serie de enfrentamientos militares menores, que culminaron en dos batallas. Se inició el 25 de mayo de 1734, enfrentando al ejército imperial austroalemán, que conquistó temporalmente Colorno y su palacio en el ataque decisivo del 1 de junio, contra las fuerzas franco-piamontesas, que los expulsarían en la sangrienta batalla del 4 al 5 de junio, obligándolos a retirarse del país. Los hechos se enmarcan en la guerra de sucesión polaca y fueron el presagio de la batalla más sangrienta de San Pietro que tuvo lugar el 29 de junio en el campo de Valera fuera de las murallas de Parma.

## Antecedentes
Al morir Augusto II de Polonia sin herederos en 1733, estalló una crisis de sucesión que rompió el ya precario equilibrio europeo. Los reinos de Francia y España, ya unidos en la guerra de sucesión española, se aliaron en el primer pacto familiar borbónico (Tratado de Escorial del 7 de noviembre de 1733) y, para hacer frente a la presión austroalemana en Italia, consiguieron el apoyo de los Saboya. Desplegada al otro lado, se encontraba la triple alianza, formada por la zarina Ana de Rusia, el rey de Prusia Federico Guillermo I y la Casa de Austria representada por Carlos VI de Habsburgo.
Las tropas franco-piamontesas marcharon hacia Milán en 1733 y ocuparon Lombardía sin pérdidas significativas. Tras la conquista de Tortona en febrero de 1734, el invierno frenó las operaciones militares y el ejército instaló un campamento para enfrentar el mal tiempo.
Cuando el entonces mariscal de 81 años Claude Louis Hector de Villars, comandante en jefe de las operaciones militares en Italia, partió a principios de junio hacia Francia para celebrar una visita con Luis XV a su ducado de Villars (murió en Turín el 17 de junio de 1734 durante el viaje de regreso), el mando de las tropas francesas en Italia fue asumido por los generales de Broglie y Coigny, que fueron promovidos a mariscales. Las tropas piamontesas estaban a las órdenes del rey Carlos Manuel III de Cerdeña.
Los austriacos estaban bajo el mando de otro dúo, el mariscal Claude Florimond de Mercy y Federico Luis de Wurtemberg-Winnental. Los preparativos para la batalla fueron muy lentos, debido a las diferencias de opinión entre los dos comandantes, y entre febrero y abril de 1734 el ejército austroalemán, que, según un boletín de la época, ascendía a cincuenta mil hombres, se reunió en Mantua. Luego, se puso en marcha hacia Parma, cruzando el río Po el 2 de mayo por dos puentes provisionales en Portole y Monte di San Benedetto, ocupando Mirandola, Guastalla y Novellara, para luego asentarse con el grueso de las unidades en Ponte Sorbolo y el Serraglio mantuano.
El mariscal Villars, tras cruzar el Po en Casalmaggiore, instaló su cuartel general en el centro del ejército, formando una línea defensiva fortificada con unos veinte mil soldados seleccionados, posicionándose en Sacca, localidad al norte de Colorno, territorios del ducado de Parma de Carlos I, antiguo aliado de los franceses y comprometido en la guerra contra los austriacos en las Dos Sicilias.
El mariscal de Mercy sufrió un derrame cerebral que lo privó de la vista y el habla durante algún tiempo. Transfirió temporalmente el mando al príncipe de Wurtemberg y las operaciones se detuvieron. Hasta la primavera de 1734, los ejércitos enemigos solo se enfrentaros con incursiones ocasionales por ambos lados.